# Lamborghini Gallardo LP560-4
De Lamborghini Gallardo LP560-4 is een auto van het Italiaanse automerk Lamborghini.
Het is een verbeterde versie van de Lamborghini Gallardo. De auto werd in 2008 op de Autosalon van Genève geïntroduceerd. De combinatie LP560-4 geeft informatie over de auto: LP staat voor de motorpositie (Longitudinale Posteriore), 560 voor het aantal pk en 4 voor de permanente vierwielaandrijving.

## Technisch
De V10-motor is gebaseerd op die van de Audi S8. Voor de Gallardo is de motor voorzien van nieuwe lichtere zuigers, een nieuwe krukas, scherpere nokkenassen en gemodificeerde cilinderkoppen. Lamborghini zegt dat hij minder trilt door de verbeterde krukas. De motor is in staat om 8000 tpm te draaien, 1000 toeren meer dan in de Audi S8 die bij 7000 tpm stopt. De V10-motor heeft een maximaal koppel van 540 Nm, 30 Nm meer dan de oude motor. Het maximale koppel is beschikbaar bij 6.500 tpm terwijl de oude al piekte bij 4.250 tpm. Hierdoor is er meer trekkracht in het middengebied beschikbaar, iets wat er bij de oude Gallardo ontbrak. De compressieverhouding steeg van 11:1 naar 12,5:1 voor de nieuwe motor.
Bij de vernieuwde vierwielaandrijving wordt onder normale omstandigheden 30% van de kracht naar de voorwielen gestuurd en 70% naar de achterwielen. Deze verdeling kan echter variëren door de omstandigheden. De viscokoppeling is 8 kilo lichter dan de oude en is afkomstig van Getrag in plaats van Graziano waar de oude vandaan komt. Ook werd de spoorbreedte vergroot en de stuurinrichting vernieuwd.

## Optisch
De stijl van de voorbumper is afkomstig van de bumper op de Lamborghini Reventón. Ook de achterlichten lijken op die van de Reventón. Het uitlaatsysteem van de LP560-4 heeft vier eindpijpen in plaats van twee bij de standaard Gallardo.

## Spyder

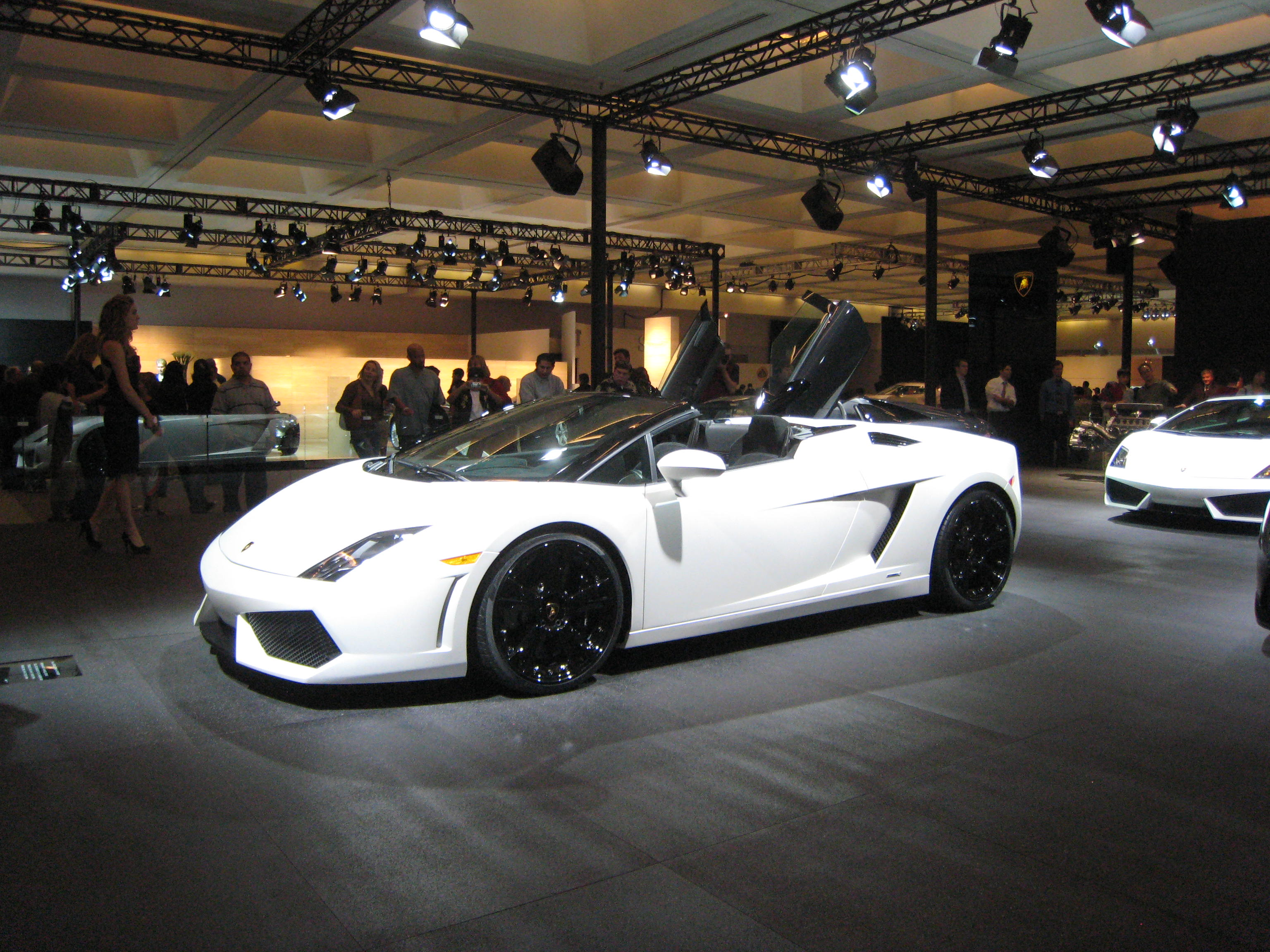
Lamborghini Gallardo LP560-4 Spyder

Een variant op de Lamborghini Gallardo LP560-4 is de Lamborghini Gallardo LP560-4 Spyder. Dit is de open uitvoering van de Gallardo LP560-4. De auto werd in november 2008 onthuld op de Greater Los Angeles Auto Show. De Nederlandse vanafprijs werd in januari 2009 bekendgemaakt, en deze bedraagt €273.142. Importeur Hessing gaat de auto verkopen.
Huidige modellen:
Huracán ·
Aventador ·
Urus
Uitvoeringen Lamborghini Gallardo:
Coupé ·
SE ·
Spyder ·
Superleggera ·
LP560-4 ·
LP560-4 Spyder ·
LP550-2 Valentino Balboni ·
LP570-4 Superleggera
Uitvoeringen Lamborghini Murciélago:
Coupé ·
Roadster ·
40th Anniversary ·
LP640 ·
LP640 Roadster ·
LP650-4 Roadster ·
LP670-4 SV ·
Reventón ·
Reventón Roadster
Oudere modellen:
350 GT · 
400 GT · 
Miura · 
Espada · 
Flying Star II · 
Islero · 
Jarama · 
Urraco · 
Countach · 
Silhouette · 
Jalpa · 
LM002 · 
Diablo · 
Murciélago ·
Gallardo
Concepten:
Alar ·
Asterion ·
Athon ·
Estoque ·
Sesto Elemento ·
Portofino